# 24-Stunden-Rennen auf dem Nürburgring 2006

Streckenführung für das 24-Stunden-Rennen ab 1995

Das 34. 24-Stunden-Rennen auf dem Nürburgring fand vom 16. auf den 17. Juni 2006 auf dem Nürburgring statt.

## Rennergebnis
Nach 25 Teilnahmen als Fahrer oder Teamchef feierte Olaf Manthey 2006 den ersten Gesamtsieg beim 24-Stunden-Rennen am Nürburgring. Die Mannschaft der Manthey Racing GmbH mit Lucas Luhr, Timo Bernhard, Mike Rockenfeller und Marcel Tiemann am Steuer eines Porsche 911 GT3 stellte zudem mit 151 Runden einen neuen Distanzrekord auf. Mit nur einer Runde Rückstand folgte der Alzen-Porsche des Teams H&R Spezialfedern GmbH mit Jürgen Alzen, Uwe Alzen, Klaus Ludwig und Christian Abt. Zakspeed erreichte mit der Dodge Viper GTS-R wie im Vorjahr den dritten Rang, den Wagen fuhren Hans-Peter Huppert-Nieder, Christopher Gerhard, Dirk Riebensahm und Werner Mohr.
Die Sieger erreichten nach 151 Runden das Ziel und legten dabei eine Renndistanz von 3832,08 km zurück. Von den 226 gestarteten Fahrzeugen kamen 81 nicht in die Wertung.

## Streckenführung
Seit dem Umbau der Strecke im Jahr 1983 wurde das 24-Stunden-Rennen am Nürburgring ab 1984 auf einer Kombination aus Nordschleife und Grand-Prix-Strecke ausgetragen. Ab 1995 wurde zusätzlich die neue Veedol-Schikane in die Streckenführung integriert. Die 2002 neu gebaute Mercedes-Arena wird seit 2005 nicht mehr befahren, das 24-Stunden-Rennen folgt der seit 1984 üblichen Streckenführung durch das Castrol- bzw. Yokohama-S.